# Antonio Mateu Lahoz
Antonio Miguel Mateu Lahoz (Algimia de Alfara, Valência, Espanha, 12 de março de 1977), conhecido como Mateu Lahoz, é um ex-árbitro de futebol espanhol na Primeira Divisão Espanhola. Ele pertenceu ao Comité de Arbitragem Valência.
De 2011 a 2023 foi árbitro FIFA. Sua primeira partida internacional foi um amistoso entre Itália e Inglaterra Sub-21 em 8 de fevereiro de 2011. Na temporada 2012/2013, Lahoz arbitrou dois jogos da Liga dos Campeões da UEFA, um da terceira ronda do apuramento e outro da fase de grupos, e três encontros da segunda prova europeia.
Para a visita do Sport Lisboa e Benfica aos Alemanha do Bayer Leverkusen, dirige pela primeira vez um jogo de um clube português nas competições europeias.
Em 2016 foi convocado pela FIFA como árbitro do torneio olímpico de futebol masculino dos Jogos Olímpicos Verão de 2016, no Rio de Janeiro que no qual apitou a partida inicial da modalidade entre Brasil e África do Sul.
Foi árbitro da final da Liga dos Campeões de 2021, na qual o Chelsea venceu por 1–0 o Manchester City.
Sua última partida foi no dia 4 de junho de 2023, quando o Mallorca derrotou o Rayo Vallecano por 3–0, pela última rodada da La Liga de 2022–23.